# Kirjat Mal'achi
Kirjat Mal'achi (hebrejsky קִרְיַת מַלְאָכִי‎, doslova „Malachiášovo Město“, v oficiálním přepisu do angličtiny Qiryat Mal'achi, přepisováno též Kiryat Mal'achi) je město v Izraeli v Jižním distriktu. Starostou je Moti Malka.

## Geografie
Nachází se v nadmořské výšce 60 m přibližně 37 km jižně od Tel Avivu, 52 km severně od Beer Ševy, 45 km západně od Jeruzaléma a 17 km severovýchodně od Aškelonu. Leží v rovinaté a zemědělsky využívané krajině v regionu Šefela. Jihozápadně od obce probíhá vádí Nachal Guvrin, která tu pak ústí do řeky Lachiš. Okolní region se nazývá Chevel Lachiš.
Leží v hustě osídlené oblasti, která je etnicky zcela židovská. Město je na dopravní síť napojeno pomocí dálnice číslo 40 a dálnice číslo 3, které se tu kříží.

## Dějiny

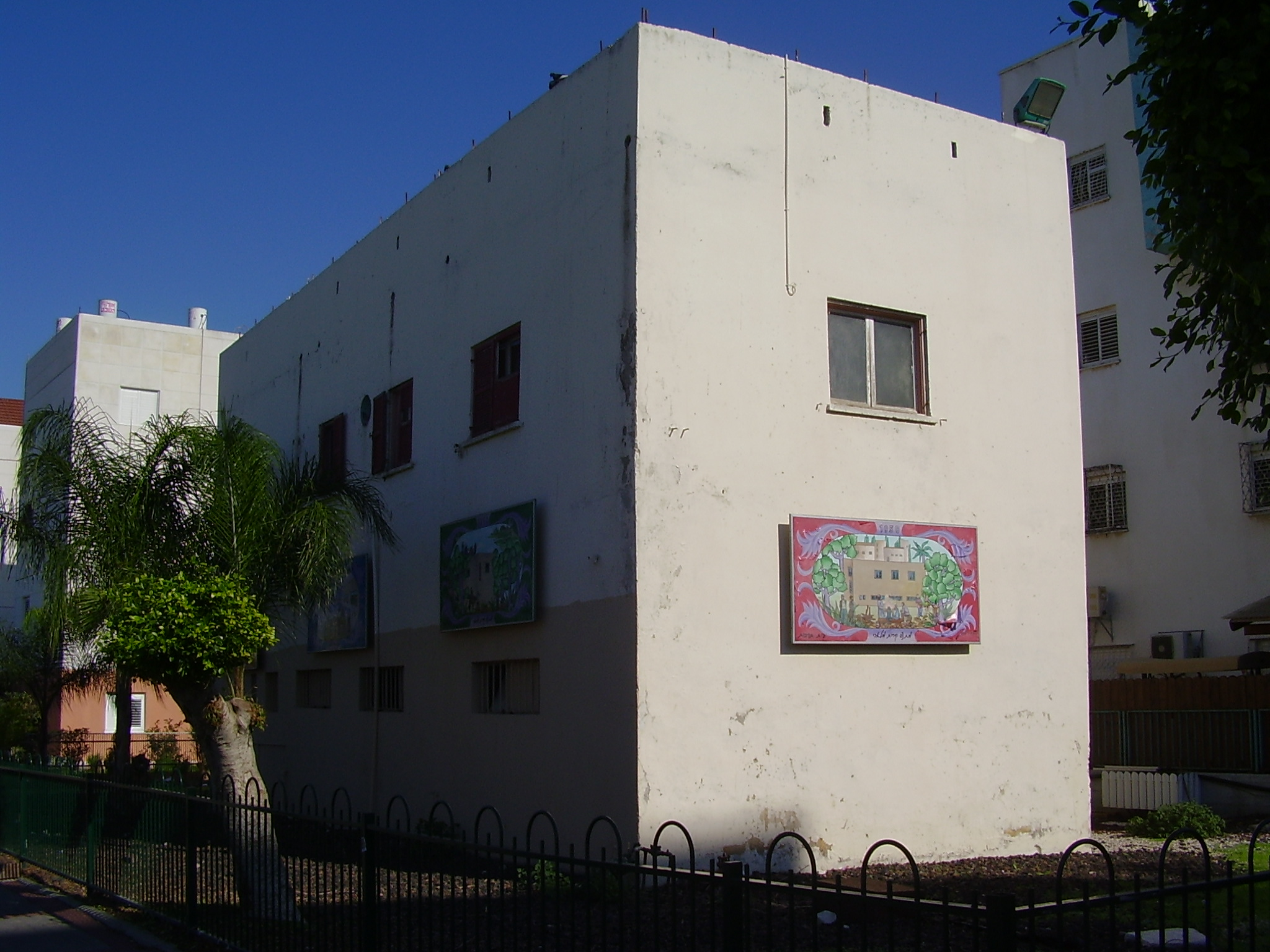
Nejstarší zástavba v Kirjat Mal'achi

Kirjat Mal'achi byl založen roku 1951. Zpočátku šlo o stanové město a uprchlický tábor (ma'bara) založený roku 1950, které přijímalo obrovská množství židovských imigrantů, kteří v počátečních letech existence státu přišli do Izraele. Velká část těchto imigrantů byla součástí židovského exodu z arabských zemí. Později byl tábor přetvořen na takzvané rozvojové město (plánovitě budované sídlo).
Původně se nové sídlo nazývalo Kastina, podle nedaleké arabské vesnice Kastina vysídlené roku 1948. V roce 1952 získalo nynější název. Ten odkazuje na proroka Malachiáše; současně vyjadřuje vděčnost židovské komunitě z Los Angeles (španělsky: „andělé“, což je v hebrejštině „mal'achim“), která se svou finanční podporou zasadila o založení toho města.
Nejznámějším starostou byl pozdější izraelský prezident Moše Kacav, který se stal zdejším starostou v roce 1969 ve věku 24 let. Později se stal starostou i jeho bratr Lior Kacav. V roce 1998 byla obec povýšena na město. Do té doby šlo o místní radu (malé město).

## Vzdělávání
Pocle Centrálního statistického úřadu (CBS) se ve městě nachází 15 škol s celkovým počtem 4 909 studentů. Ti jsou rozděleni do 10 základních škol (2 867 žáků) a 9 středních škol (2 042 žáků). V roce 2001 bylo 47,9 % studentů 12. ročníků připuštěno ke státní maturitní zkoušce.

## Demografie
Podle údajů z roku 2009 tvořili naprostou většinu obyvatel Židé – přibližně 20 100 osob (včetně statistické kategorie „ostatní“, která zahrnuje nearabské obyvatele židovského původu, ale bez formální příslušnosti k židovskému náboženství, přibližně 20 500 osob).
Jde o středně velkou obec městského typu s dlouhodobě stagnující populací. K 31. prosinci 2014 zde žilo 21 300 lidí.
| Rok  | Obyvatelé |
| ---- | --------- |
| 1951 | 1 790     |
| 1952 | 637       |
| 1953 | 1 980     |
| 1954 | 1 850     |
| 1955 | 2 720     |
| 1956 | 3 050     |
| 1957 | 4 280     |
| 1958 | 4 450     |
| 1959 | 4 600     |
| 1960 | 4 750     |
| 1961 | 4 950     |
| 1962 | 5 450     |

| Rok  | Obyvatelé |
| ---- | --------- |
| 1963 | 5 900     |
| 1964 | 6 800     |
| 1965 | 7 000     |
| 1966 | 7 200     |
| 1967 | 7 400     |
| 1968 | 7 500     |
| 1969 | 7 750     |
| 1970 | 8 000     |
| 1971 | 8 600     |
| 1972 | 8 800     |
| 1973 | 9 400     |
| 1974 | 9 400     |

| Rok  | Obyvatelé |
| ---- | --------- |
| 1975 | 9 700     |
| 1976 | 10 000    |
| 1977 | 10 200    |
| 1978 | 10 500    |
| 1979 | 11 200    |
| 1980 | 11 500    |
| 1981 | 11 900    |
| 1982 | 12 400    |
| 1983 | 12 200    |
| 1984 | 12 900    |
| 1985 | 13 200    |
| 1986 | 13 500    |

| Rok  | Obyvatelé |
| ---- | --------- |
| 1987 | 13 800    |
| 1988 | 14 200    |
| 1989 | 14 600    |
| 1990 | 15 500    |
| 1991 | 16 600    |
| 1992 | 17 400    |
| 1993 | 18 600    |
| 1994 | 19 800    |
| 1995 | 19 040    |
| 1996 | 19 321    |
| 1997 | 19 213    |
| 1998 | 19 284    |

| Rok  | Obyvatelé |
| ---- | --------- |
| 1999 | 19 300    |
| 2000 | 19 289    |
| 2001 | 19 057    |
| 2002 | 19 100    |
| 2003 | 19 200    |
| 2004 | 19 400    |
| 2005 | 19 400    |
| 2006 | 19 500    |
| 2007 | 19 600    |
| 2008 | 20 500    |
| 2009 | 20 600    |
| 2010 | 20 800    |

| Rok  | Obyvatelé |
| ---- | --------- |
| 2011 | 20 900    |
| 2012 | 21 200    |
| 2013 | 21 300    |
| 2014 | 21 300    |
| 2015 | 21 600    |
| 2016 | 21 800    |
| 2017 | 22 300    |
| 2018 | 23 100    |
| 2021 | 25 022    |
| 2022 | 25 362    |